# Myotis myotis
Myotis myotis Borkhausen, 1797 é uma espécie de morcego pertencente à família Vespertilionidae. A espécie tem uma distribuição natural centrada na Europa, onde é a maior representante do género Myotis na Europa.

## Descrição
As fêmeas são ligeiramente maiores que os machos, de pelo curto e denso, com uma base escura e com o dorso de castanho a acinzentado e a área ventral quase branca. Os espécimes jovens são cinzentos com pele cinzento-rosada.
O focinho é largo e com espessamentos glandulares. O uropatágio é glabro, com um esporão que cobre metade do seu bordo.
A fórmula dentária da espécie é {\displaystyle {\frac {2.1.3.3}{3.1.3.3}}}.

## Distribuição e habitat
Ocorre na Europa, Israel, Síria, Anatólia e nos Açores. Na Europa, ao sul de uma linha que passa pelos Países Baixos, a costa germano-polaca (ao sul do Mar Báltico) e a Crimeia.
Ocupa zonas temperadas. O seu território de caça são os bosques abertos associado aos parques e periferias urbanas. É considerada uma espécie florestal.
É uma espécie tipicamente cavernícula, que utiliza como refúgio grutas, minas ou qualquer tipo de cavidade subterrânea. Também se encontra em sótãos e tectos de edifícios, sobretudo na Europa Central.
Gregário durante o período de reprodução, formando colónias reprodutivas que podem agregar milhares de fêmeas a partir do mês de Março. Os machos estão inicialmente misturados com as fêmeas, separando-se em pequenos grupos que se reúnem novamente em Agosto para o período do cio.
As principais ameaças decorrem da destruição ou desactivação de abrigos e da perturbação causada pela espeleologia. Outra ameaça resulta da transformação e reabilitação de edifícios que alojam colónias.

## Galeria

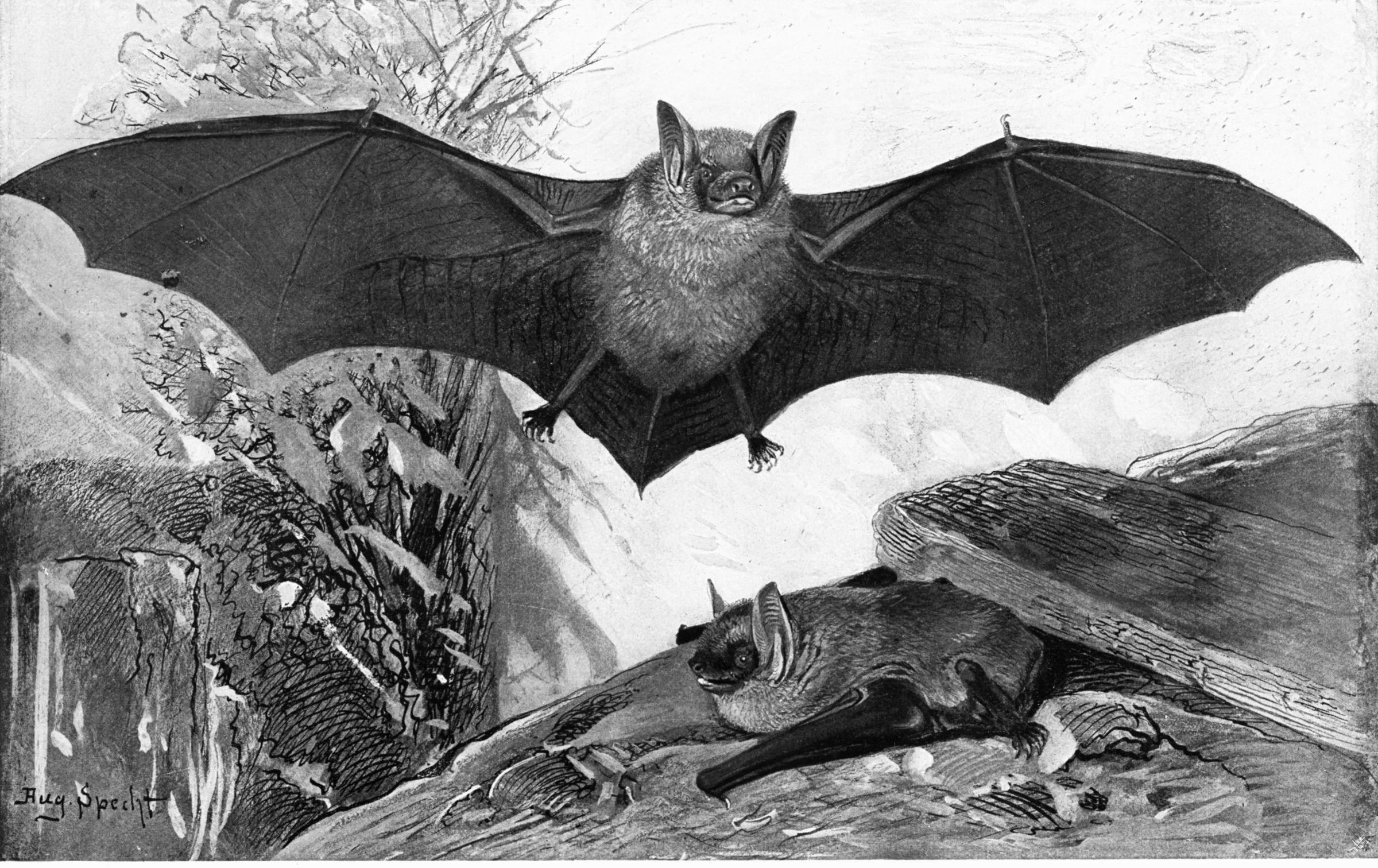
Gustav Mützel, para a obra de A. E. Brehm. 1927.
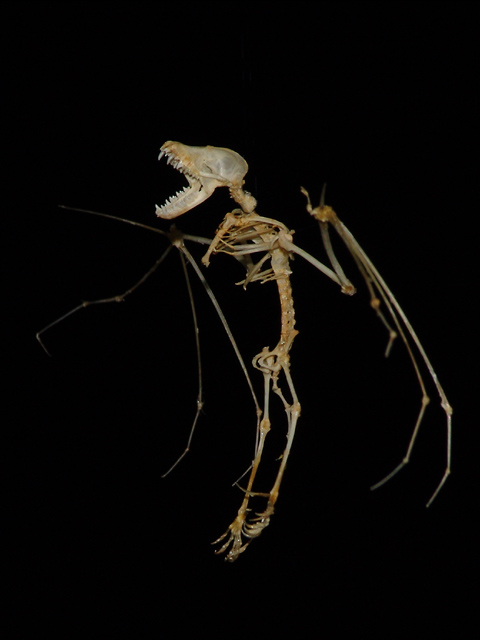
Esqueleto.
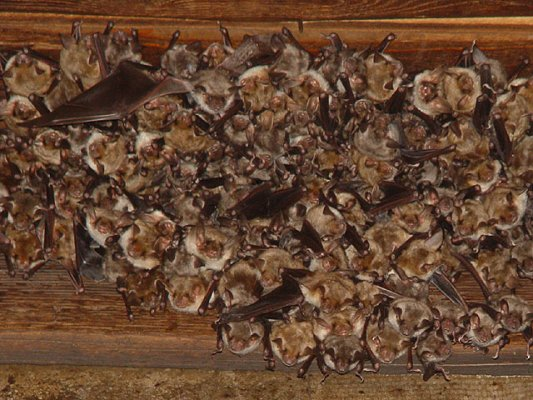
Colónia de cria.